# Blyes

Blyes este o comună în departamentul Ain din estul Franței.